# David Longdon
David Longdon (17. července 1965 – 20. listopadu 2021) byl britský multiinstrumentalista a zpěvák, který byl známý jako zpěvák skladatel progressive rockové skupiny Big Big Train. Vedle zpěvu hrál Longdon také na flétnu, klávesy, 12 a 6strunnou akustickou i elektrickou kytaru,baskytaru, mandolínu, flétnu, banjo, akordeon, perkusy, dulcimer, psaltérium, vibrafon, theremin a zvonkohru.

## Kariéra
Longdon byl jedním z uchazečů, kteří se zúčastnili konkurzu na post sólového zpěváka ve skupině Genesis po odchodu Phila Collinse v roce 1996. Konkurzu se zúčastnil v době, kdy skupina nahrávala album Calling All Stations (1997), ale vybrán byl skotský zpěvák Ray Wilson.

### Úmrtí
Dne 20. listopadu 2021, Longdon zemřel v Nottinghamské nemocnici na následky nehody, která se mu stala předešlý den ráno.

## Discografie
Zdroj.

### S Big Big Train
Alba
- The Underfall Yard (2009)
- English Electric Part One (2012)
- English Electric Part Two (2013)
- Folklore (2016)
- Grimspound (2017)
- The Second Brightest Star (2017)
- Grand Tour (2019)
- The Underfall Yard (2021)

EPs
- Far Skies Deep Time (2010)
- Make Some Noise (2013)
- Wassail (2015)

### Sólová alba
- "Wild River" 2004

### S Louisem Philippem
- Jackie Girl (1996)
- Live (2007)

### S The Tangent
- Le Sacre du Travail (2013)
- L'Etagère du Travail (2013)

### S The Charlatans
- Modern Nature (píseň "Walk with Me") (2015)

### S Dave Kerznerem
- New World (píseň "New World") (2014)

### Ostatní projekty
- Spectral Mornings (texty, flétna a zpěv) (2015) - spolu s Nick Beggs, Rob Reed, Nick D'Virgilio, Christina Booth a Steve Hackett